# Under the Tonto Rim
Under the Tonto Rim est un western américain réalisé par Henry Hathaway, sorti en 1933.

## Synopsis
Comédie sur un cow-boy très maladroit.

## Fiche technique
- Titre original : Under the Tonto Rim
- Réalisation : Henry Hathaway
- Scénario : Jack Cunningham, Gerald Geraghty, d'après le roman éponyme de Zane Grey
- Direction artistique : A. Earl Hedrick (en)
- Photographie : Archie Stout
- Montage : Jack Scott
- Société de production : Paramount Productions
- Société de distribution :  Paramount Productions
- Pays d’origine :  États-Unis
- Langue : anglais
- Format : Noir et blanc - 35 mm - 1,37:1 - Son Mono (Western Electric Noiseless Recording)
- Genre : Western
- Durée : 63 minutes
- Dates de sortie :
  - États-Unis : 7 avril 1933

## Distribution
- Stuart Erwin : Tonto Daley
- Verna Hillie : Nina Weston
- Raymond Hatton : Porky
- Fred Kohler : Munther
- John Davis Lodge : Joe Gilbert
- Fuzzy Knight : Tex
- George Barbier : Weston